# Paul Gilissen

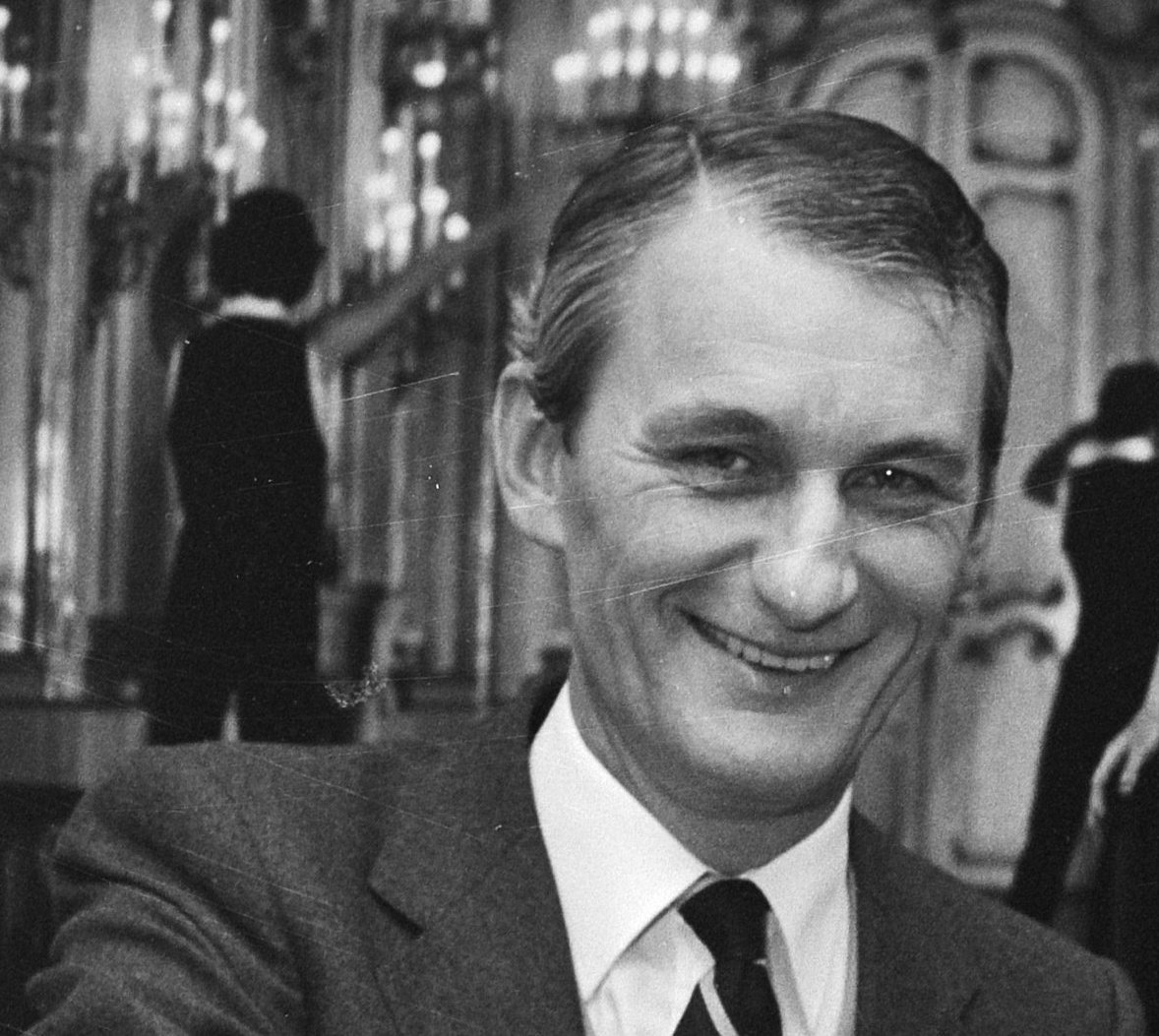
Burgemeester P.P.M. Gilissen

Paulus Petrus Maria (Paul) Gilissen (Amsterdam, 28 augustus 1934 – Maastricht, 9 april 2020) was een Nederlands politicus van de KVP en later het CDA.
Hij groeide op in Geleen en volgde het gymnasium in Venray. In 1957 ging hij werken bij de afdeling Sociale Zaken van de gemeente Geleen en rond 1960 werd hij bij die gemeente kabinetssecretaris van de burgemeester. In 1962 vertrok hij naar Eindhoven. Daarna ging hij in Den Haag werken bij het Ministerie van Binnenlandse Zaken, waar hij uiteindelijk hoofd werd van het Bureau Gewesten, afdeling bestuurlijke organisatie. In februari 1976 werd Gilissen benoemd tot burgemeester van Valkenburg-Houthem. In 1982 fuseerde die gemeente met Berg en Terblijt tot de nieuwe gemeente Valkenburg aan de Geul, waarvan hij de burgemeester werd. Na veranderingen in zijn persoonlijk leven ging hij in oktober 1990 met ziekteverlof waarbij Jo Smeets als waarnemend burgemeester werd aangesteld. In juli 1991 volgde ontslag.
Gilissen overleed in 2020 op 85-jarige leeftijd.